# Pimelodella gracilis
Pimelodella gracilis és una espècie de peix de la família dels heptaptèrids i de l'ordre dels siluriformes.

## Morfologia
Els mascles poden assolir els 17 cm de llargària total.

## Distribució geogràfica
Es troba a Amèrica: conques dels rius Orinoco, Amazones i La Plata.